# 호주까치
호주까치(Australian magpie, 학명: Gymnorhina tibicen 귐노르히나 티비켄[*])는 오스트레일리아 전역과 뉴기니섬 남부에 서식하는 숲제비과의 흑백무늬가 얼룩덜룩한 새다. 원래는 세 개의 종이 모두 이종으로 여겼으나, 현재는 단일종으로 재분류하였다. 확인된 아종은 9아종이다. 과거에는 숲제비과 백정새속으로 분류했지만, 호주까치속(학명: Gymnorhina)의 유일종으로 재분류했다. 유전적으로 검은백정새(Cracticus quoyi)와 가장 가깝다. 호주까치라는 이름과 달리 유라시아 대륙에 사는 까치와 전혀 관계가 없다. 유라시아의 까치는 까마귀과에 속한다.
다 큰 호주까치는 상당히 강인한 새로, 신장은 37 ~ 43 센티미터까지 자란다. 깃털은 검은색과 흰색이 뚜렷하게 구분되고, 눈은 황금빛이 도는 갈색이며, 부리는 쐐기 모양인데 머리에 붙은 부분은 푸른빛이 섞인 흰색이고 부리 끝부분은 검은색이다. 암컷과 수컷의 외모는 비슷하지만 등의 표식으로 구분한다. 다리가 긴 편으로 참새처럼 폴짝폴짝 뛰거나 뒤뚱거리지 않고 똑바로 걸으며 땅 위에서 꽤 많은 시간을 보낸다.
오스트레일리아에서 가장 목소리가 빼어난 명금류 중 하나로, 다양한 울음소리를 낸다. 잡식성이며, 먹이는 주로 무척추동물들이다. 대개 텃세권을 지키는 정주성 조류, 즉 텃새로 살아간다. 흔히 관찰하는 종으로 인적이 있는 곳에도 잘 적응하여 오스트레일리아와 뉴기니의 공원, 정원, 농지 등에서 자주 목격된다. 주는 먹이도 잘 받아먹고 원만하게 사람과 잘 어울려 지내는 편이지만, 봄철 번식기가 되면 수컷들은 공격적으로 변해 자기 둥지로 가까이 오는 물체는 누구든지 위에서 급강하해 덮치고 공격한다. 사람의 경우 자전거를 타고 둥지 옆을 지나가다 피해를 입는 경우가 많다.
호주까치는 1864년부터 1874년에 걸쳐 뉴질랜드에도 도입하였다. 토착 조류를 구축(驅逐)하여 현재는 유해조수로 취급한다. 솔로몬 제도와 피지에도 도입하였고 두 곳에서는 유해 외래종으로 여기지 않는다. 호주까치는 많은 오스트레일리아 스포츠팀의 마스코트로 사용하며, 축구팀 콜링우드 FC가 특히 유명하다.

## 분류학

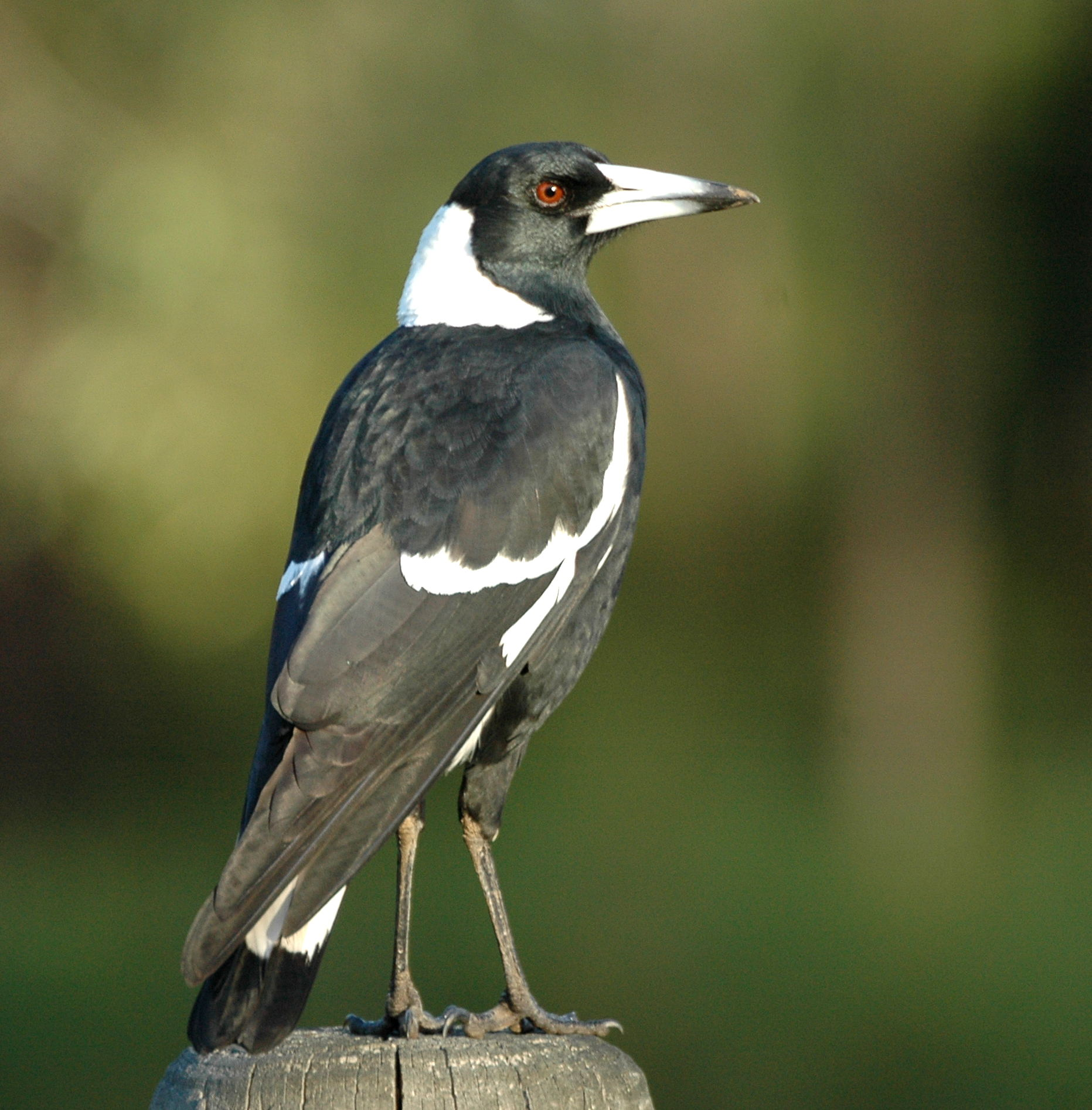
C. tibicen terraereginae, 퀸즐랜드에서 촬영.

호주까치를 처음 기재한 잉글랜드 조류학자 존 래섬이 1802년 포트잭슨에서 수집된 표본을 "코라키아스 티비켄"(Coracias tibicen)으로 명명했다. 종명은 "피리 부는 사람"이라는 뜻의 라틴어로, 호주까치의 아름다운 울음소리에서 비롯하였다. 1788년에서 1792년 사이에 소위 포트잭슨 페인터라는 화가 집단 중 한 명인 토머스 워틀링의 그림에는 이 새를 "피리 부는 비둘기(Piping Roller)"라고 소개했다. 시드니 분지 원주민인 유어라족과 다루그족은 이 새를 "타라온낭(Tarra-won-nang)", "댜라우낭(djarrawunang)", "위붕(wibung)", "매리양(marriyang)"이라고 불렀다. 위라주라이족은 "부루공(Booroogong)", "가루공(garoogong)"이라고 했고, 빅토리아의 자르드와잘리어로는 "카락(carrak)"이라고 했다. 가밀라라이족은 "부루가부(burrugaabu), "갈랄루(galalu)", "굴루우(guluu)라고 부른다. 필바라 중부 및 서부의 인지바른디족은 "와른두를라(Warndurla)라고 한다. 그 외에 "피리부는까마귀(piping crow)", "피리부는때까치(piping shrike), "파이퍼(piper)", "매기(maggie)", "피리새(flute-bird), "풍금새(organ-bird)"라고도 한다. 유럽까치와 구분하기 위해 "종까치"(bell-magpie)라는 이름도 제안된 바 있으나 널리 쓰이지 못했다.
호주까치라는 이름은 유라시아의 까치와 깃털 배색이 비슷하다고 붙은 이름이다. 초기 정착지 개척자들이 오스트레일리아에서 처음 본 동물에게 유럽의 동물 이름을 흔하게 붙였다. 그러나 유라시아 까치는 까마귀과에 속하는 반면 호주까치는 숲제비과에 속한다(둘 모두 까마귀소목에 속한다). 호주까치가 백정새 및 피리까마귀와 근연관계는 이미 유명하다. 1914년 존 앨버트 리치가 이 세 속의 근육을 연구한 뒤 세 속을 묶어 백정새과(Cracticidae)로 분류하였다. 미국의 조류학자 찰스 시블리와 존 알퀴스트가 1985년 백정새들과 숲제비들이 가까운 관계를 발견하고, 이들을 분기군 Cracticini로 묶었고, 이 분기군이 현재 숲제비과(Artamidae)가 되었다.
호주까치는 1840년에 조지 로버트 그레이가 명명한 호주까치속(Gymnorhina)의 유일종으로 분류하였다. 그러다 1952년의 스토어(Storr) 이후 크리스티디스, 볼스를 비롯한 후대 저자들은 호주까치를 백정새속(Cracticus)으로 분류했다. 재분류 근거는 별개의 속으로 분류하기에는 육생생활의 적응도가 충분치 않다는 것이었다. 2013년 분자생물학 연구에서 이것을 지지하는 증거를 발견했다. 호주까치가 검은백정새(Cracticus quoyi)와 자매군이라고 밝혔다. 두 종의 공통조상은 마이오세 말기에서 플리오세 초기 사이(830만 년-420만 년)에 다른 백정새들과 분리되고, 호주까치와 검은백정새는 플리오세 와중인 5백 8십만 년 전에서 3백만 년 전에 갈라졌다고 추정한다.
호주까치는 20세기에 세 개의 종으로 분리되어 기술되었는데, 검은등까치(C. tibicen), 하얀등까치(C. hypoleuca), 서부까치(C. dorsalis) 등 세 종이다. 이 셋의 서식지가 겹치는 곳에서 잡종이 매우 쉽게 발생함이 보고됐고, 등에 회색 또는 줄무늬가 있는 까치들이 제법 흔하게 발견되었다. 그 결과 1969년 줄리언 랠프 포드가 이들을 도로 묶어 한 개의 종으로 재분류했고, 오늘날의 연구자들은 대부분 이를 따른다.

### 아종

아종의 분포 지도.

현재 호주까치의 아종은 총 9아종으로 여긴다. 아종들의 서식지가 겹치는 면적이 매우 넓고 이 곳에서는 각 아종의 중간형태가 나타난다. 위도가 높은 지역일수록 덩치가 커지는 편이어서 남쪽 아종이 북쪽 아종보다 크다. 다만 본토에서 떨어진 태즈메이니아섬은 예외적으로 남쪽이지만 덩치가 작다.

#### 검은등호주까치
먼저 발견된 부류가 검은등까치(black-backed magpie)로, 김노르히나 티비켄(Gymnorhina tibicen)이라는 학명을 받았으며 4아종으로 다시 나뉜다.
귐노르히나 티비켄 티비켄(Gymnorhina tibicen tibicen)
승명아종. 가장 큰 아종으로 퀸즐랜드 남부 모레턴 만에서 뉴사우스웨일스 동부를 거쳐 거의 빅토리아 주 경계까지 분포한다. 연안성 또는 준연안성 동물이며, 그레이트디바이딩산맥 동쪽에만 산다.
귐노르히나 티비켄 테라에레기나에(Gymnorhina tibicen terraereginae)
케이프요크반도에서 남쪽으로 퀸즐랜드를 가로질러 핼리팩스 만과 메리 강 사이의 연안까지 분포한다. 또한 뉴사우스웨일스 중부 및 서부에서 사우스오스트레일리아 북부에도 분포하며, 덩치는 중간 크기에서 작은 크기의 아종이다. 성체는 티비켄 아종과 거의 똑같이 생겼지만 암컷의 꼬리깃의 검은 끝단이 좀더 짧다. 날개와 부척골이 짧고 부리는 비교적 길다. 그레고리 매튜스가 1912년 처음 기재했으며, 아종명의 라틴어를 번역하면 "테라"는 "땅"이고 "레기나에"는 "여왕의"라는 뜻이므로 합치면 "퀸즐랜드(= 여왕의 땅)"이 된다. 빅토리아 북부와 뉴사우스웨일스 동남부에서는 흰등호주까치 아종인 티라니카와의 잡종이 발생한다. 이렇게 태어난 잡종은 등이 흰 바탕에 검은 띠가 생긴다. 베가 읍에서 뉴사우스웨일스 남해안의 베이트먼스 만 사이에서는 3자간 잡종이 발생한다.
귐노르히나 티비켄 에일란드텐시스(Gymnorhina tibicen eylandtensis)
소위 "톱엔드까치(Top End magpie)". 웨스턴오스트레일리아 북부 킴벌리에서 아른헴랜드와 그루트아일런드섬을 경유, 노던 준주를 가로질러 오스트레일리아 서해안까지 분포한다. 덩치는 작고 부리가 가늘고 길다. 그루트아일런드섬에 사는 것들은 본토에 있는 것들보다 더 작다. 꼬리깃 끝은 검고 좁은 띠가 있다. 수컷은 뒤통수가 흰색이고 암컷은 창백한 회색이다. 이 아종은 1922년 헨리 루크 화이트가 처음 기재했다. 카펜테리아 만 동남부에서는 테라에레기나에 아종과의 중간단계가 발견된다.
귐노르히나 티비켄 롱기로스트리스(Gymnorhina tibicen longirostris)
긴부리까치(long-billed magpie). 샤크 만에서 필버라까지 웨스턴오스트레일리아 전역을 가로질러 발견된다. 1903년 알렉스 밀리건이 이름을 붙였다. 덩치는 중간 크기이고 부리는 가늘고 길다. 밀리건은 이 아종의 부리가 위험한 전갈이나 거미 따위를 집어먹어야 하는 지역 환경에 적응한 결과일 것이라고 추측했다. 샤크 만에서 머치슨 강을 거쳐 그레이트빅토리아 사막 동쪽까지의 웨스턴오스트레일리아 중남부에서 도르살리스 아종의 서부 개체와 잡종이 발생한다.

#### 흰등호주까치
나중에 발견된 흰등까치(white-backed magpie)는 본래 별개의 종으로 분류되어 1837년 존 굴드가 김노르히나 히폴레우카(Gymnorhina hypoleuca)라는 학명을 붙였다. 등이 흰 아종들은 다음의 5아종이 있다.

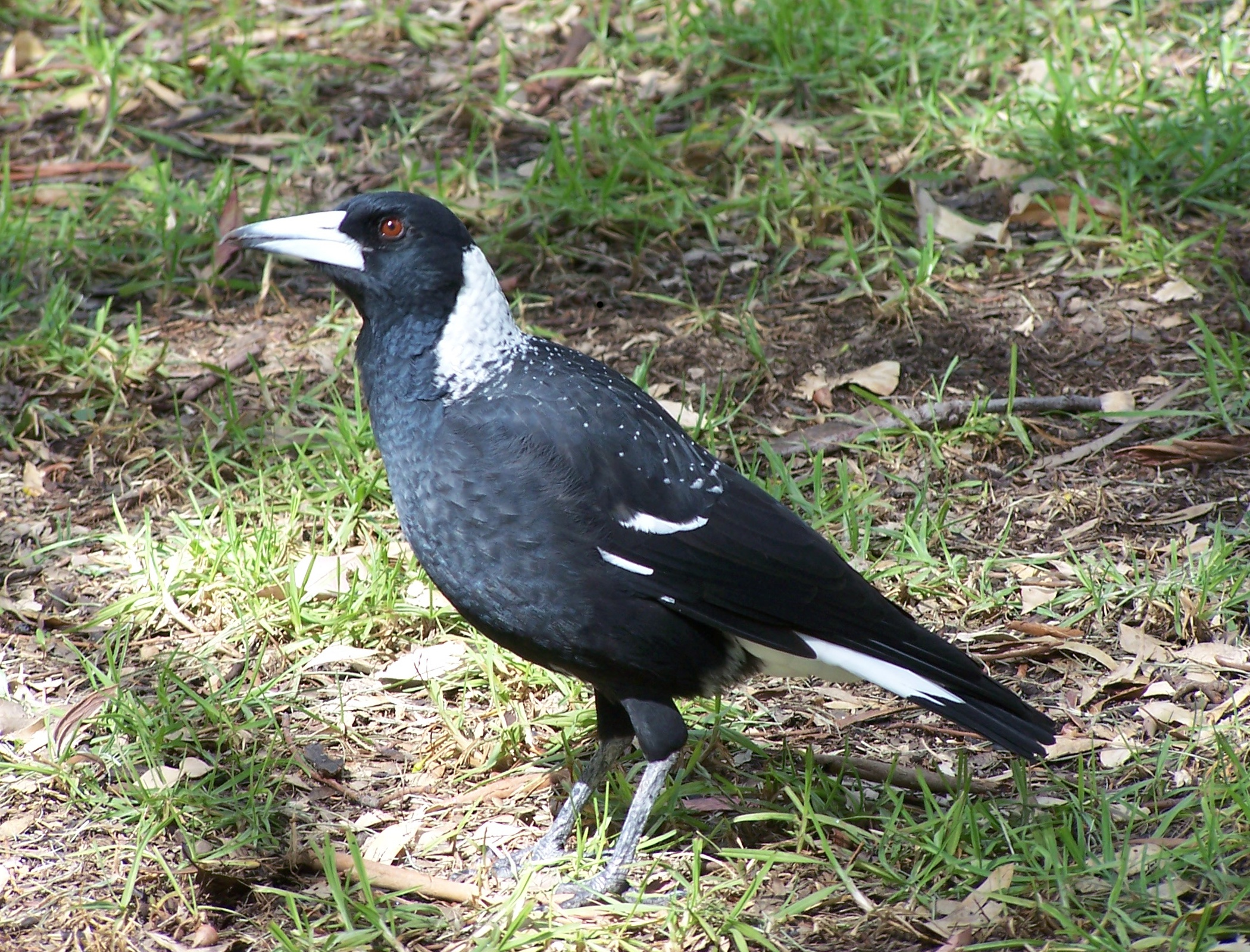
Cracticus tibicen dorsalis 암컷. 수컷은 뒤통수 깃털이 흰색이다.

귐노르히나 티비켄 티란니카(Gymnorhina tibicen tyrannica)
매우 큰 아종으로 뉴사우스웨일스의 투폴드 만에서 그레이트디바이딩 산맥 남쪽 빅토리아주 남부를 크게 가로질러 사우스오스트레일리아 동남부의 쿠롱 국립공원에까지 분포한다. 1999년 리처드 쇼데와 이언 메이슨이 처음 기재했다. 꼬리깃에는 넓은 검은 띠가 있다.
귐노르히나 티비켄 텔로노쿠아(Gymnorhina tibicen telonocua)
사우스오스트레일리아 주 콘월에서 에어 반도와 요크 반도, 가울러 산맥 서남부까지 발견된다. 역시 1999년 쇼데와 메이슨이 처음 기재했다. 아종명 "텔로노쿠아"는 "흰 등"이라는 뜻의 "레우코노타"(leuconota)의 아나그램이다. 티란니카 아종과 매우 비슷하지만 날개가 짧고 체중이 가벼워 전체적으로 더 작다. 부리는 다른 아종들과 비교했을 때 상대적으로 짧다. 마운트롭티 산맥과 캥거루섬에서 다른 아종과의 중간형태들이 발견된다.
귐노르히나 티비켄 히폴레우카(Gymnorhina tibicen hypoleuca)
덩치가 작고 부리는 짧고 작으며 날개도 짧은 아종. 킹섬과 플린더스섬, 태즈메이니아섬에서 발견된다.
귐노르히나 티비켄 도르살리스(Gymnorhina tibicen dorsalis)
별명은 "서부호주까치(western magpie)". 본래 1895년에 아치볼드 제임스 캠벨이 웨스턴오스트레일리아 서남부의 후미진 곳에서 발견해 별개의 종으로 기재했었다. 성체 수컷은 뒤통수가 흰색이고 텔로노쿠아 아종과 매우 닮았으나, 덩치가 좀더 크고 부리가 더 길고 꼬리깃의 검은 띠가 좁다. 암컷은 뒤통수에 가리비 모양의 검은 깃털(우측 사진 참조)이 있고 등을 덮은 깃털은 갈색끼 섞인 검은색에 가장자리가 흰색이다. 성장하는 과정에서 이 부위의 깃털은 완전한 새까만 색으로 변해가며, 가장자리의 흰색은 점차 사라진다. 암수 모두 다리는 검은색이다.
귐노르히나 티비켄 파푸아나(Gymnorhina tibicen papuana)
별명은 "뉴기니호주까치"(New Guinean magpie)". 뉴기니 남부에서 발견된 아종이며 밝혀진 것이 적다. 성체 수컷은 등이 거의 다 흰색이되 좁은 검은 줄이 있고, 암컷은 등이 거무스름하다. 검은 깃털은 도르살리스 아종과 같이 끝단이 흰색이다. 부리는 롱기로스트리스 아종처럼 길고 깊다.

## 상세

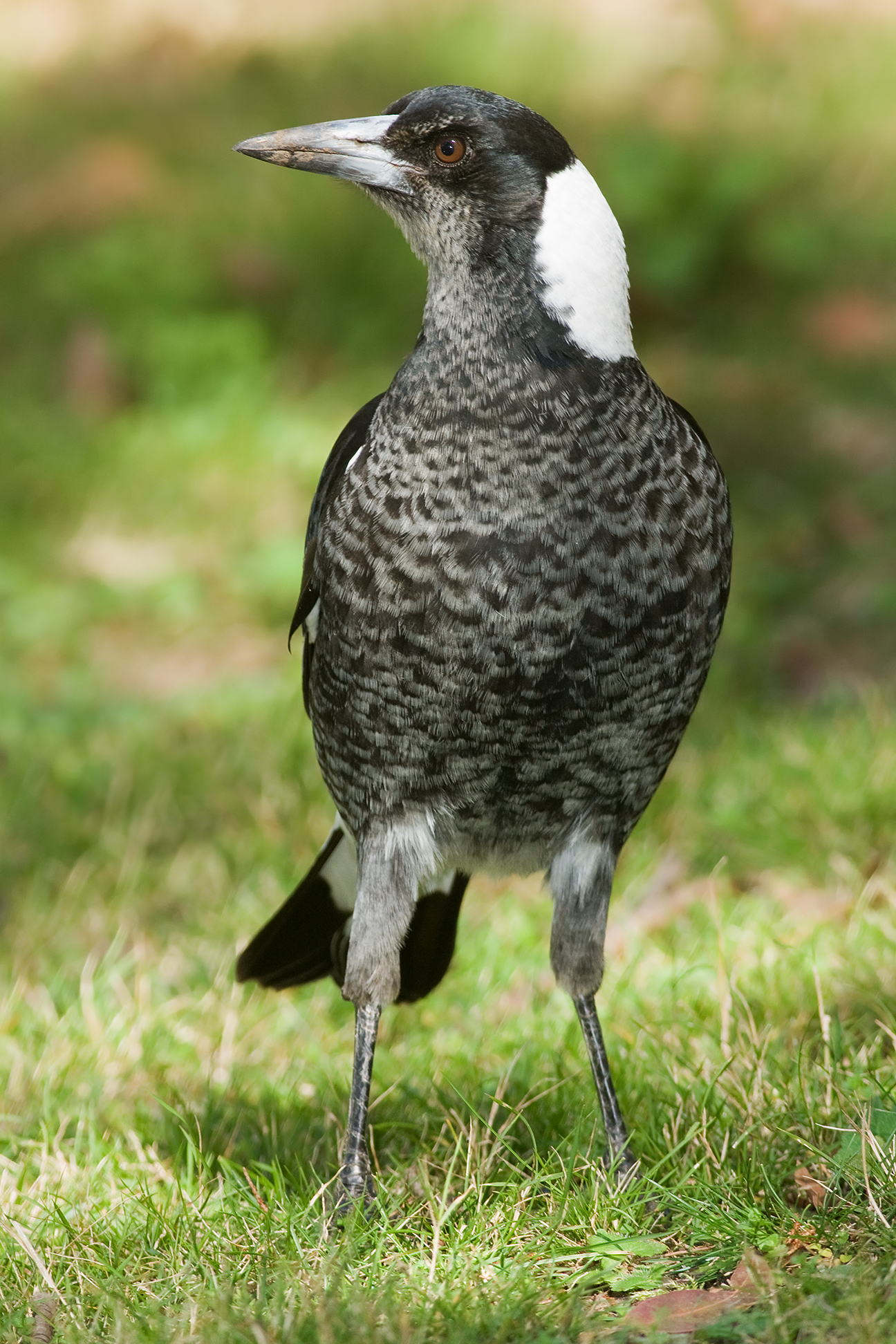
미숙한 개체. 홍채가 어둡고 깃털의 구분이 덜 뚜렷하다. 캔버라 오스트레일리아 국립식물원에서 촬영.

성체 호주까치는 제법 강인하고 다부진 새로, 신장 37 ~ 43 센티미터, 익폭 65 ~ 85 센티미터, 체중 220 ~ 350 그램이다. 튼튼한 쐐기 모양 부리는 전체적으로 푸르스름한 흰색에, 가장자리는 검고 부리 끝에 작은 갈고리가 있다. 검은 다리는 길고 강하다. 깃털은 완벽한 흑과 백으로만 이루어져 있으며 윤기가 있다. 암수를 막론하고 모든 아종의 머리는 검은색이고 날개와 몸통이 연결되는 어깨 부위는 흰색이다. 꼬리 끝에는 검은 띠가 있다. 수컷은 목덜미가 흰색이지만 암컷은 회색빛이 감도는 흰색이다. 호주까치 성체의 눈은 흐릿한 붉은색인데, 피리까마귀나 도래까마귀, 까마귀는 눈이 노란 색이라서 구분할 수 있다. 목덜미 아래 등 부분의 안장 표시로 아종들을 구분해낼 수 있다. 검은등호주까치는 검은색 목덜미에 흰색 안장을 얹었고, 흰등호주까치는 목덜미와 안장이 모두 흰색이다. 서부호주까치(C. t. dorsalis) 아종의 경우 수컷은 등이 흰색이지만 암컷은 가리비 모양의 검은색이 있다.
뚜렷한 흑백이 구분되는 성체와 비교해 새끼는 깃털이 보다 회색과 갈색에 가깝다. 두 살 내지 세 살 배기 새끼는 암수 모두 외형이 비슷하며 성체 암컷과 구분하기 힘들다. 미숙한 호주까치는 두 살 때까지 눈이 어두운 갈색을 띤다. 호주까치의 수명은 대략 25년 정도이나, 30살 이상의 개체도 존재한다. 첫 번식 시기는 지역마다 보고된 바가 다르나 평균적인 수치는 3살에서 5살 사이이다.
호주까치는 널리 알려진데다 쉽게 알아볼 수 있어서 다른 종과 혼동되는 경우가 거의 없다. 피리백정새의 체격과 깃털이 비슷하지만 배 깃털이 검은 호주까치와 달리 피리백정새는 배 깃털이 흰색이다. 까치종다리는 몸집이 훨씬 작고 깃털 무늬가 복잡하여 뚜렷이 구분된다. 피리까마귀는 부리가 새까맣고 무거운 것이 차이점이다.

### 발성
호주까치는 오스트레일리아에서 가장 이름난 명금류로, 다양하고 복잡한 울음소리를 낸다. 음높이는 4 옥타브 이상 올라가고, 오스트레일리아 토종과 도입종을 막론하고 35종 이상의 새소리와 개소리, 말소리를 흉내낼 수 있다. 호주까치가 인간과 가까이 살면 사람의 말을 흉내낸다는 사실도 밝혀진 바 있다. 호주까치의 울음 소리는 꾀꼴대는 선율을 갖고 있으며 오스트레일리아에서 가장 친숙한 새소리이다. 데니스 글로버는 시 까치에서 성숙한 호주까치의 울음소리를 “quardle oodle ardle wardle doodle”라 표현했다. 이는 뉴질랜드 시문학사에서 가장 유명한 구절 중 하나이다. 또한 파멜라 알렌의 동화 Waddle Giggle Gargle 에서는 그 울음소리를 “waddle giggle gargle paddle poodle”라고 묘사한다.
혼자 있을 때면 호주까치는 음계를 노래하는 듯이, 음악적인 지저귐소리를 낸다. 이 복잡하고 가락을 타는 노래의 음높이는 2 ~ 4 킬로헤르츠이며 먼 데서는 잘 들리지 않는다. 노래를 녹음한 결과 70분 이상 쉼없이 노래한 사례가 있으며, 번식기 막바지가 되면 지저귀는 빈도가 더욱 증가한다. 호주까치 암수 한 쌍이 자기 텃세를 각인시키거나, 지키기 위해 특히 시끄러운 울음소리를 멜로디처럼 낼 때가 있는데 이를 캐럴(carolling)이라고 한다. 한 쪽이 노래를 먼저 부르면 상대가(가끔은 복수의 상대가) 따라서 노래에 참여한다. 캐럴은 보통의 지저귐(warbling) 뒤에 부르는 경우가 보통이며, 음높이는 6 ~ 8 킬로헤르츠에 4 ~ 5개 음으로 이루어져 있고 음계 사이에는 불분명한 잡음이 섞여 있어 구분이 불가능하다. 이때 호주까치는 머리를 뒤로 젖히고 가슴을 쫙 편 채 날개를 뒤로 펼치는 독특한 자세를 취한다. 겨울철과 봄철에는 호주까치 떼가 모여서 짧은 캐롤을 반복적으로 새벽 직전과 일몰 직후에 부르는데, 이를 각각 "해돋이노래(dawn song)"와 "해넘이노래(dusk song)"라고 한다.
아직 미숙한 새끼나 중병아리 개체들은 크기 80 데시벨의 짧고 시끄러운 고음(8 킬로헤르츠)만 반복헤서 소리치는데, 이는 먹이를 구걸하는 신호이다. 호주까치는 다른 종의 새들에게 경고의 의미로 위아래 부리를 딱딱 마주쳐서 박수 소리를 내기도 한다. 이 소리는 침입자나 위험이 포착되었을 때의 경보용으로 8 ~ 10 킬로헤르츠의 고음을 낼 수 있다. 또한 천적에 따라 소리가 달라서, 수리가 접근할 때와 왕도마뱀이 접근할 때의 소리가 각기 다르다.

## 분포와 서식지
호주까치는 케이프요크반도 북쪽 끝단, 깁슨 사막, 그레이트샌디 사막, 태즈메이니아 서남부를 제외한 오스트레일리아 대부분 지역에 분포하며, 날아서 갈 수 있는 뉴기니 남부, 오리오모 강과 프린세스마리안 해협 사이에서 볼 수 있다. 1860년대에 오타고와 캔터베리 지역 순화협회들이 태즈메이니아와 빅토리아에서 잡힌 호주까치를 뉴질랜드에 도입했으며, 1874년에는 웰링턴 순화협회에서도 260마리를 들여왔다. 흰등호주까치는 북섬과 남섬 모두에 서식하는 반면 검은등호주까치는 호크스베이 지역에서만 발견된다. 뉴질랜드에 호주까치를 들여온 것은 농작물에 유해한 벌레들을 구제하기 위한 것이었으며, 때문에 1951년까지 법으로 보호되었다. 호주까치가 뉴질랜드 토착 새인 투이나 케레루 따위의 개체수에 영향을 미치고 때로는 둥지를 습격해 알을 파괴한다는 속설이 있으나, 와이카토 대학교의 연구에서는 이 속설에 의문을 표했으며, 호주까치를 토착종 포식자로 지목한다는 통설에 대해서도 대부분 물증이 확보되지 않았다. 솔로몬 제도와 스리랑카에는 도입 후 정착하지 못했으나 피지에서는 타베우니 서부에 정착한 바 있다.
호주까치는 초지, 들판 같은 개활지나 공원, 정원, 골프장, 길거리 같은 인간 거주지 또는 그 근교의 숲을 서식지로 선호한다. 보통 나무 위에 새집과 은신처를 삼지만 개활지에서는 대개 땅바닥에 집을 짓는다. 소나무 플랜테이션에도 발견되었다는 기록이 있는데, 대개 근처에 개활지가 있는 우림이나 습윤한 경엽수림에 산다. 수집된 자료에 따르면 호주까치의 개체수와 서식범위는 개활지가 많아질수록 대체로 증가하는 경향이 있다. 다만 1902년 가뭄으로 인한 퀸즐랜드의 개체수 감소와 1930년대 태즈메이니아에서의 개체수 감소는 이례적 사례이다. 후자의 개체수 감소 원인은 불명확하나, 토끼덫, 소나무 벌채, 가면댕기물떼새에게 경쟁에 밀려서 등 다양한 가설이 제기되어 있다.

## 습성
호주까치는 숲제비과의 다른 몇 종들과 마찬가지로 밤에 활동할 수 있기는 하지만 거의 대부분 낮에 활동한다. 호주까치의 천적으로는 왕도마뱀과 짖는올빼미 등이 있다. 도로에서 차에 치이거나 날다가 전깃줄에 걸려 감전사하는 경우가 있으며, 사냥 미끼로 내놓은 독이 든 참새, 쥐, 토끼고기를 먹고 중독사하기도 한다. 부모가 없을 때 오스트레일리아도래까마귀가 새끼를 채가기도 한다.

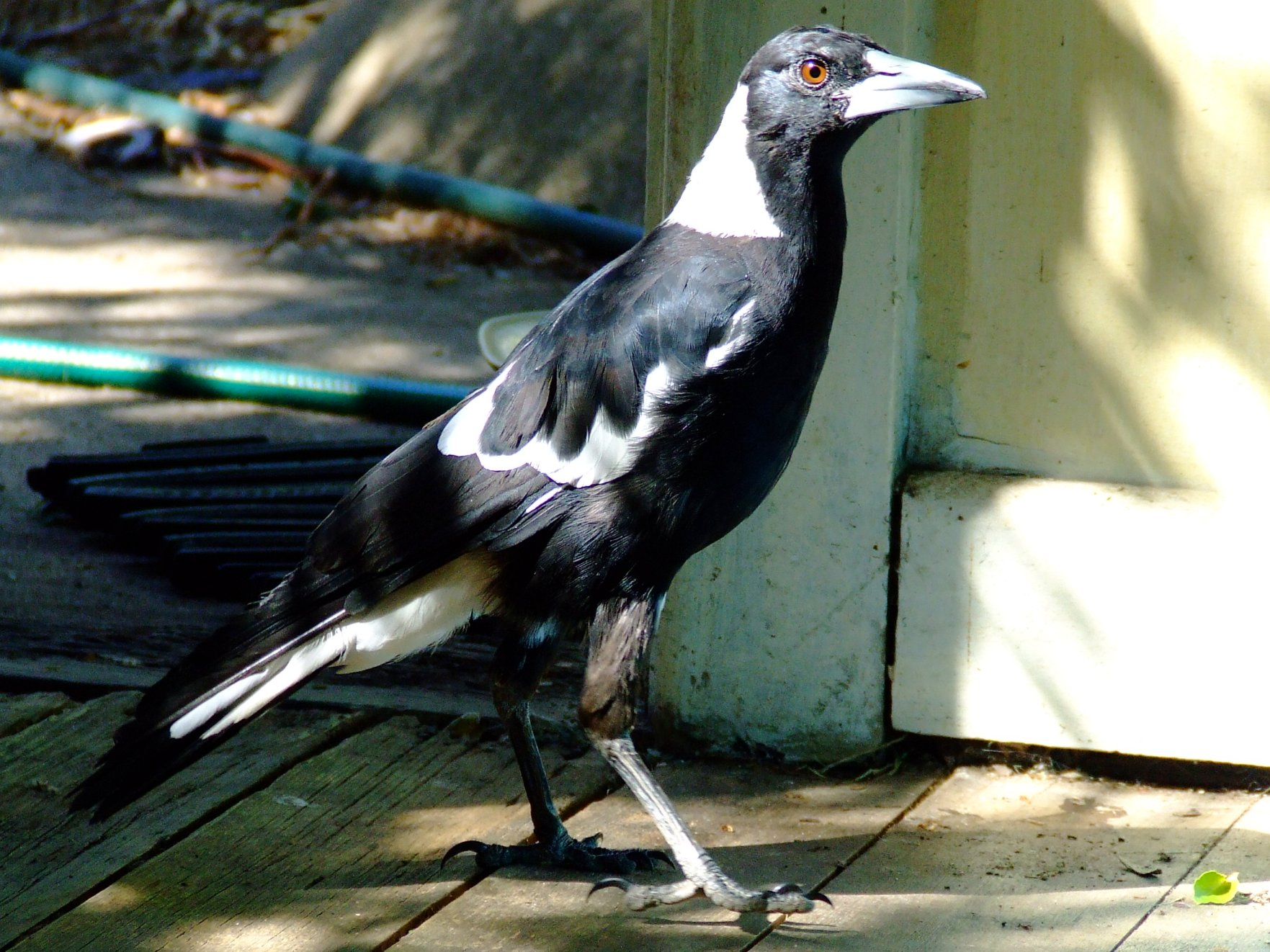
이족보행하는 모습.

땅에 내려온 호주까치는 두 다리로 걸을 수 있으며, 숲제비과에서 이족보행할 수 있는 유일한 종이다. 숲제비, 백정새, 피리까마귀는 모두 평행하게 모은 다리로 총총 튀어다니면서 이동한다. 호주까치는 대퇴골이 짧고 무릎 아래 아랫다리뼈는 길어서 걷기는 곧잘하지만 뛰기는 불편한 구조이다. 다만 먹이를 사냥할 때는 단시간에 재빨리 내달릴 수도 있다.
호주까치는 기본적으로 정주성에 텃세권을 가지는 텃새로, 여러 마리가 무리 또는 떼를 이루어 한 텃세를 함께 점유한다. 무리가 결성되면 같은 텃세권을 몇 년에 걸쳐 점유 및 수호한다. 점유 지역을 침입하는 개체, 특히 다른 호주까치가 들어오지 못하게 하는 일에 많은 에너지를 소비한다. 또 침입자의 종류마다 호주까치가 반응하는 방식도 제각기 다르다. 맹금류를 보았을 경우엔 파수꾼 까치가 집합 명령을 내리고, 집합한 까치떼가 맹금류에게 한꺼번에 달려들어서 몰아낸다. 호주까치 역시 어느 정도 맹금류의 특성을 가지고 있어서 공격당할 뿐 아니라 방어자로서 타격할 수도 있다. 그래서 침입한 맹금류는 까치 떼에게 마구 괴롭힘을 당한 끝에 텃세권 경계 너머로 쫓겨난다. 다른 까치 떼에게는 "캐럴"을 전략적으로 불러서, 자신들의 텃세권임을 알리고 경고한다. 한편, 텃세권의 경계에서 "협상 과시(negotiating display)" 행위가 이루어지기도 한다. 이때 텃세권 방어측에서 가장 지배적인 까치 한두 마리가 앞으로 나서서 행진하는 것처럼 걸어다니고 나머지 까치들은 뒤에 물러서서 구경만 한다. 앞으로 나선 "지도자" 들은 자기 깃털을 부풀리거나 반복적으로 캐럴을 부른다. 단, 공격측과 방어측의 개체수가 얼추 비슷할 때는 텃세권 경계에 모든 까치들이 날아와서 장사진을 치고 "집단세력과시(group strength display)"행위를 벌인다. 방어측의 우두머리 또는 방어측 전체가 공격측에게 경고하기 위해 하늘로 날아올라 급강하를 하는 등 묘기를 펼치기도 한다.

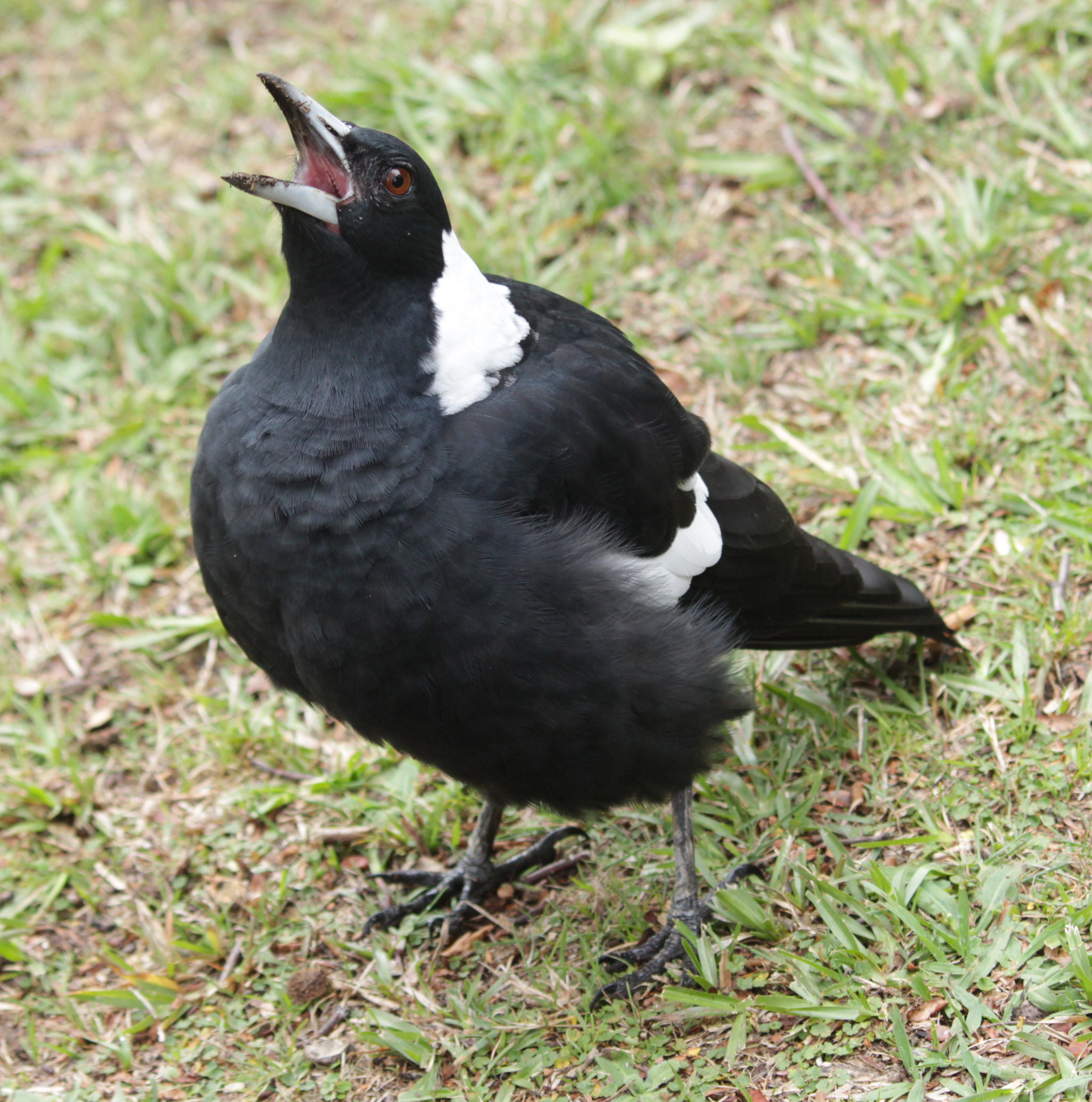
공격적 신호를 보이는 호주까치.

이외에도 다양한 과시행동들이 관찰되는데, 적대적인 것이 친화적인 것보다 훨씬 많이 관찰된다. 납작 엎드려서 다소 비굴한 소리를 내는 것과 날개의 날개깃을 파닥거리는 "날개 파닥이기(manus flutter)" 역시 복종의 표시이다. 특히 어린 개체는 배를 뒤짚고 발랑 누워 뒹굴 때도 있다. 깃털을 부풀리는 것은 적대적 과시로서, 공격을 가하기 전에 나타내는 행동이다. 어린 개체들은 다양한 놀이 행동을 나타내는데, 혼자 놀기도 하고 무리지어 놀기도 한다. 보다 나이 많은 개체들이 어린 개체들과 어울려 먼저 놀이행동을 시작하는 것이 보통이다. 놀이의 예로는 막대기, 돌, 끈 따위의 작은 물건들을 줍고, 다루고, 잡아당기고, 다른 개체에게 건네주는 행위가 있다. 또 한 개체가 깃털이나 나뭇잎 따위를 부리에 물고 하늘로 날아오르면, 나머지 개체들이 그 개체를 쫓아가면서 그 개체의 꼬리깃털을 붙잡으려는 시늉을 하며 놀기도 한다. 서로서로의 품에 뛰어들고 싸우는 흉내를 내기도 하는데 이러한 놀이는 동종간에만 이루어지는 것은 아니고, 이따금씩 푸른얼굴꿀빨이새, 호주흥뚱새와 같은 타개체와 교류 과정에서 놀이로 나타나기도 한다.

### 섭식

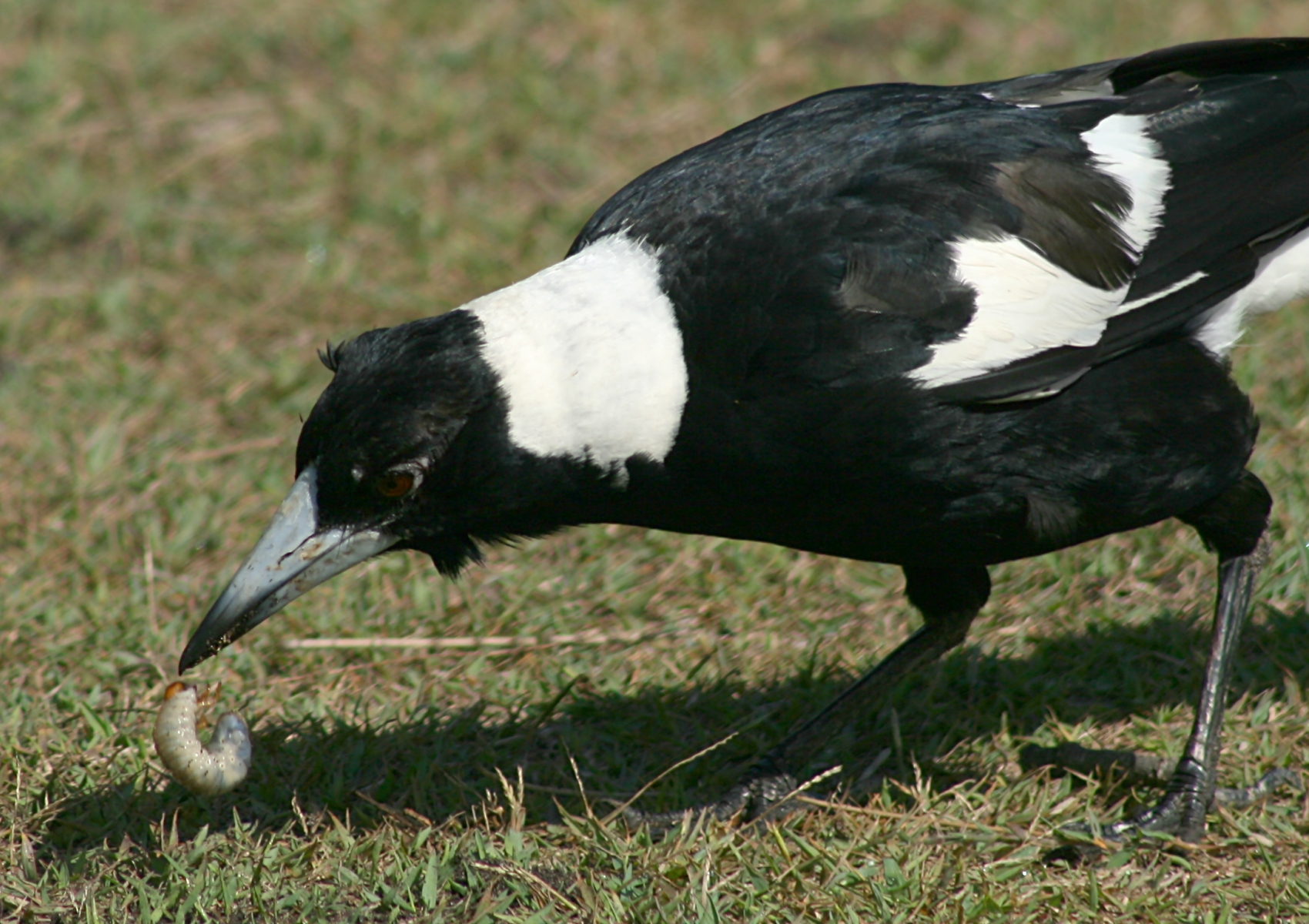
땅을 헤집어 버러지를 집어냈다.

호주까치는 잡식성으로, 주위의 땅에 있는 먹을 수 있는 건 거의 다 먹는다. 지렁이, 노래기, 달팽이, 거미, 전갈 같은 무척추동물들부터 바퀴벌레, 개미, 딱정벌레, 나방, 애벌레를 비롯한 곤충들, 도마뱀(스킹크), 개구리, 생쥐 같은 작은 척추동물들, 곡식, 덩이줄기, 무화과, 견과류 등이 먹이로 확인된 바 있다. 심지어는 등껍질에서 독이 분비되는 사탕수수두꺼비를 공중으로 뒤집어서 배를 찢어먹을 줄도 안다. 호주까치는 대개 땅 위에서 끼니를 해결하는데, 개활지를 조직적으로 서성대면서 곤충과 애벌레를 찾는다. 한 연구에서는 호주까치가 소리 또는 진동을 이용해 쇠똥구리를 찾아낼 수 있음이 밝혀졌다. 호주까치는 부리를 이용해 땅을 헤집거나 파편조각을 뒤집어 먹이가 있는지 조사할 수 있다. 작은 먹이는 통째로 삼키는데, 꿀벌이나 말벌류는 삼키기 전에 독침을 문질러서 뽑아버린다.

### 번식

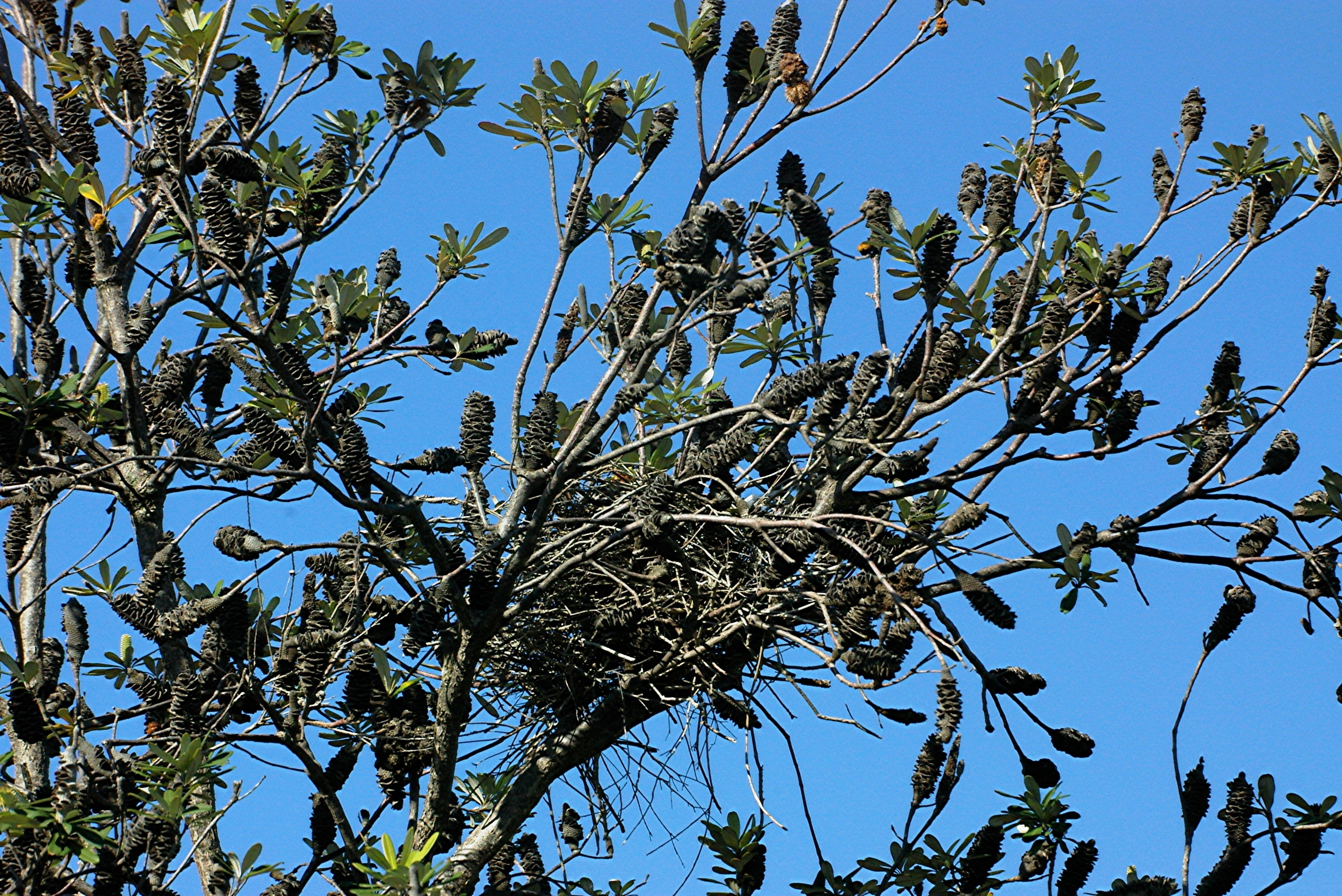
뱅크시아 나무에 둥지를 틀었다.

호주까치의 번식기는 긴 편으로, 번식기가 언제인지는 서식지에 따라 다르다. 오스트레일리아 북부에서는 6월 ~ 9월이지만, 서늘한 지역에서는 8월이나 9월 전에는 번식기가 시작되지 않는다. 일부 고산기후 지역에서는 1월까지 번식기가 계속되기도 한다. 둥지는 작대기를 사발 모양으로 엮어서 풀이나 나무껍질 같은 부드러운 물건을 안에 덧대어 만든다. 사람의 거주지 근처에서는 인조 물질들이 둥지에 사용되기도 한다. 둥지는 암컷이 혼자 만들며, 곁가지가 나오는 분기점과 같이 높고 노출된 장소에 튼다. 둥지를 트는 나무로 가장 흔한 것은 유칼립투스이지만 소나무, 느릅나무에 둥지를 튼 것도 관찰된 바 있다. 다른 새, 예컨대 노란엉덩이가시부리(Acanthiza chrysorrhoa), 윌리할미새(Rhipidura leucophrys), 남부화이트페이스(Aphelocephala leucopsis), 시끄러운광부새(Manorina melanocephala, 상대적으로 덜 흔함)가 호주까치와 한 나무에 둥지를 같이 트는 일도 종종 일어난다. 노랑엉덩이가시부리와 윌리할미새는 호주까치의 둥지 바로 아래에 자기 둥지를 틀기도 하며, 작은 새인 줄무늬보석새(Pardalotus striatus)는 호주까치의 둥지 바닥을 개조해서 자기들이 번식하는 둥지를 만들기도 한다. 호주까치는 이런 성가신 이웃들을 모두 받아들인다. 오스트레일리아 동부에서는 홈부리뻐꾸기(Scythrops novaehollandiae)가 호주까치의 둥지에 탁란하는데 호주까치는 뻐꾸기 새끼를 키우게 되고, 본래의 까치 새끼들은 놈에게 밀려나게 된다.

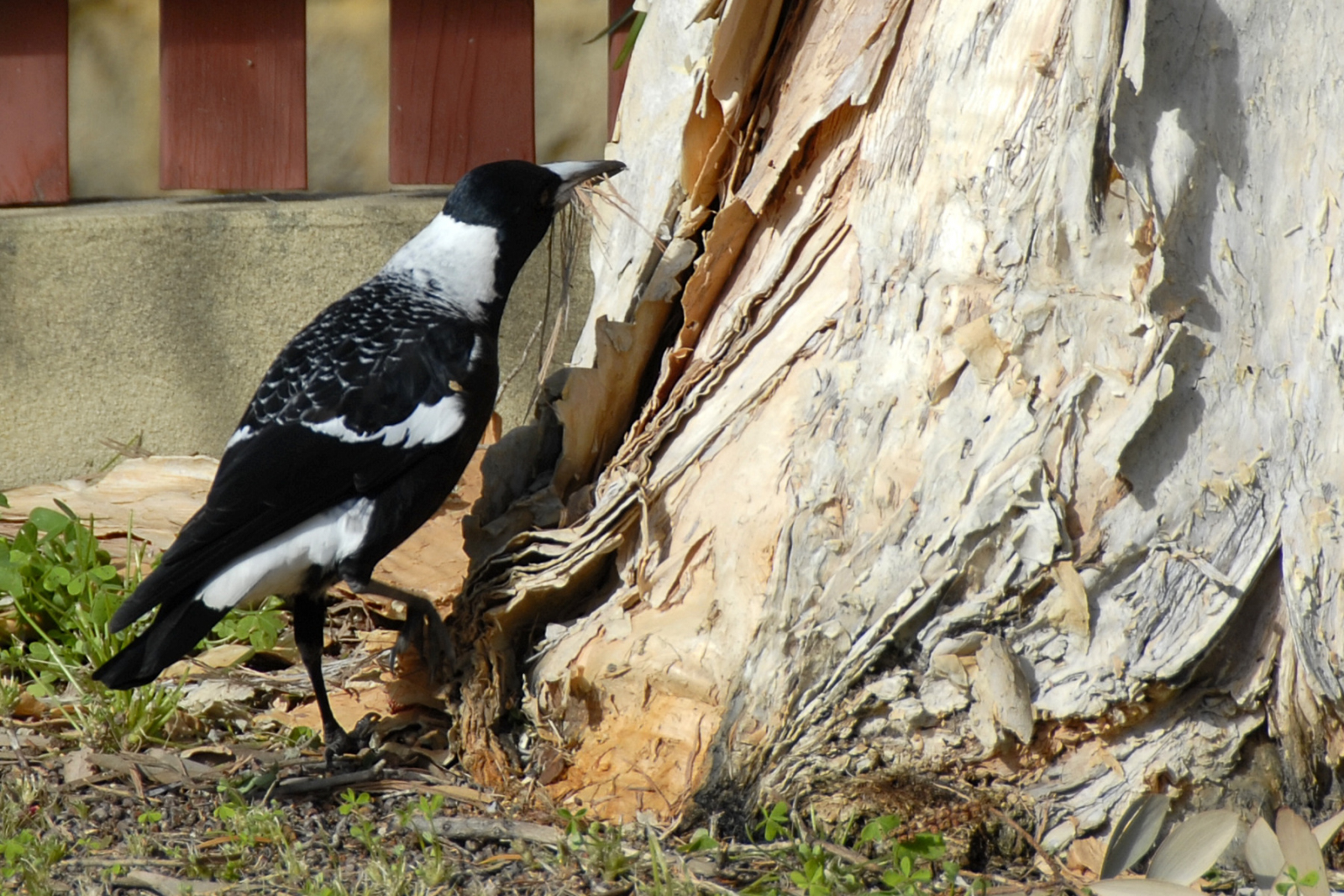
서부호주까치 암컷이 둥지 재료를 모으고 있다.

호주까치는 연한 파란색 또는 초록색의 알을 2 ~ 5개 낳는다. 알의 모양은 타원형이고 크기는 30 × 40 밀리미터이다. 알을 품기 시작해서 20일 정도가 지나면 새끼가 깨어난다. 연작류가 으레 그렇듯, 호주까치 새끼들은 만성조이다. 벌거벗은 분홍색 핏덩이로 태어나 앞도 볼 수 없다. 발이 크고 부리는 짧고 넙대대하고 목구멍은 밝은 붉은색이다. 열흘 정도가 지나면 눈이 완전히 떠진다. 이후 1주일 안에 머리, 등, 날개가 보송보송한 솜털로 덮이고, 생후 둘째 주면 솜깃털이 난다. 흑백 고대비의 무늬는 성장의 초기 단계부터 일찍이 확인할 수 있다. 암컷은 새끼들을 도맡아 먹이는 반면, 수컷은 그런 암컷을 먹여살린다. 호주까치는 협동번식을 하는 종으로 알려져 있는데 도우미 개체들이 어린 개체들에게 먹이를 먹이고 기르는 것을 도와준다. 이 습성은 지역마다 편차가 있고 또 집단의 크기가 얼마나 되는지에 따라서도 달라진다. 집단이 따로 없고 부부 한 쌍만 있을 경우 또는 집단의 크기가 작을 경우 이런 상부상조는 드물거나 아예 일어나지 않는다.

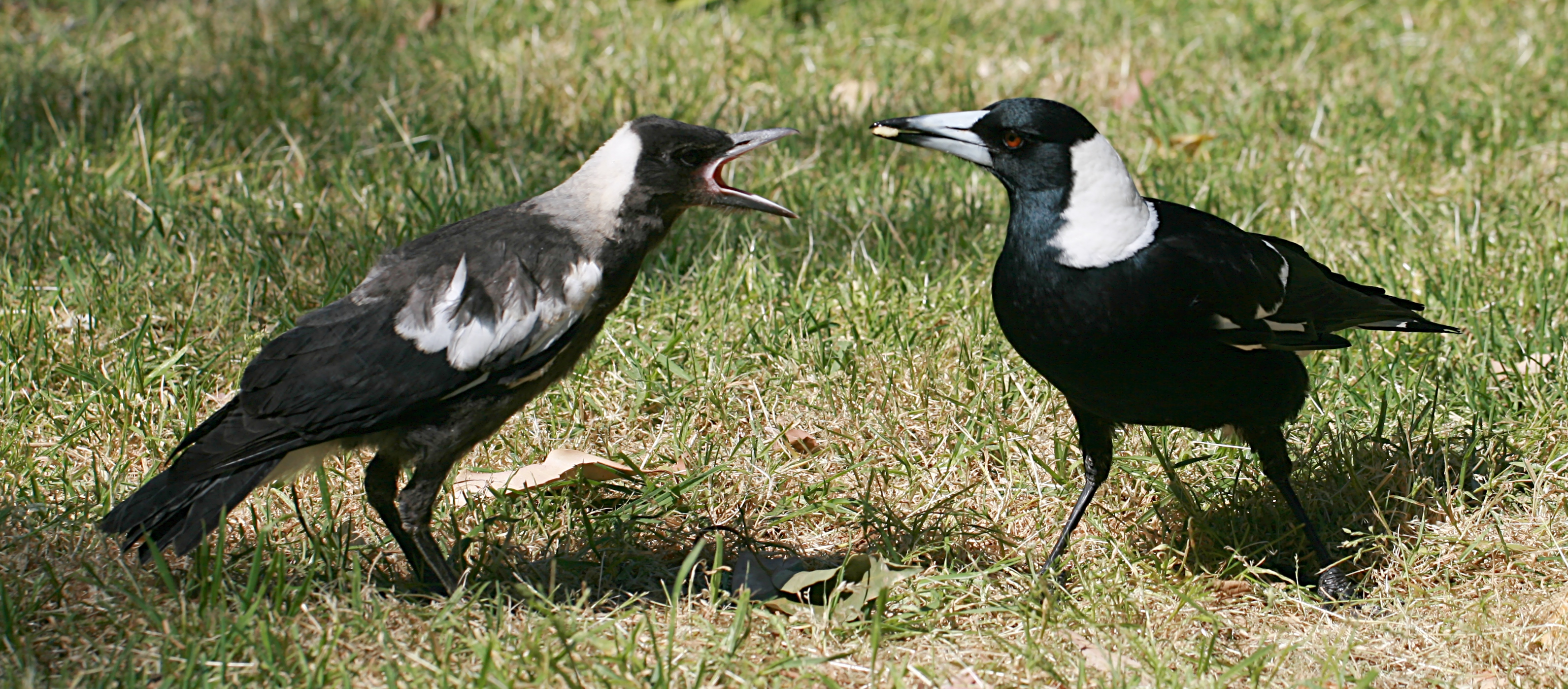
부모에게 먹이를 보채는 새끼.

3주쯤 되면 새끼는 중병아리가 되어 둥지를 떠나고, 부화 후 6개월쯤 되면 혼자 알아서 먹이를 찾아 먹을 수 있다. 일부 개체는 8개월 또는 9개월이 되도록 먹이를 보채기도 하지만 대개 이런 생떼는 무시된다. 부화 후 1년이 되면 중병아리는 성체와 같은 크기까지 자란다. 젊은 세대들이 집단을 떠나가는 나이가 언제쯤인지는 지역에 따라 다른데, 무리의 우두머리가 자신과 성별이 같은 개체에게 얼마나 못되게 구는지에 따라 결정된다. 수컷은 진작부터 집단에서 퇴출된다. 대다수가 부화 후 1년을 전후해 집단을 떠나지만, 빠르면 8개월에서 늦으면 4년까지 범위는 넓은 편이다.

## 인간과의 관계

### 급강하 공격

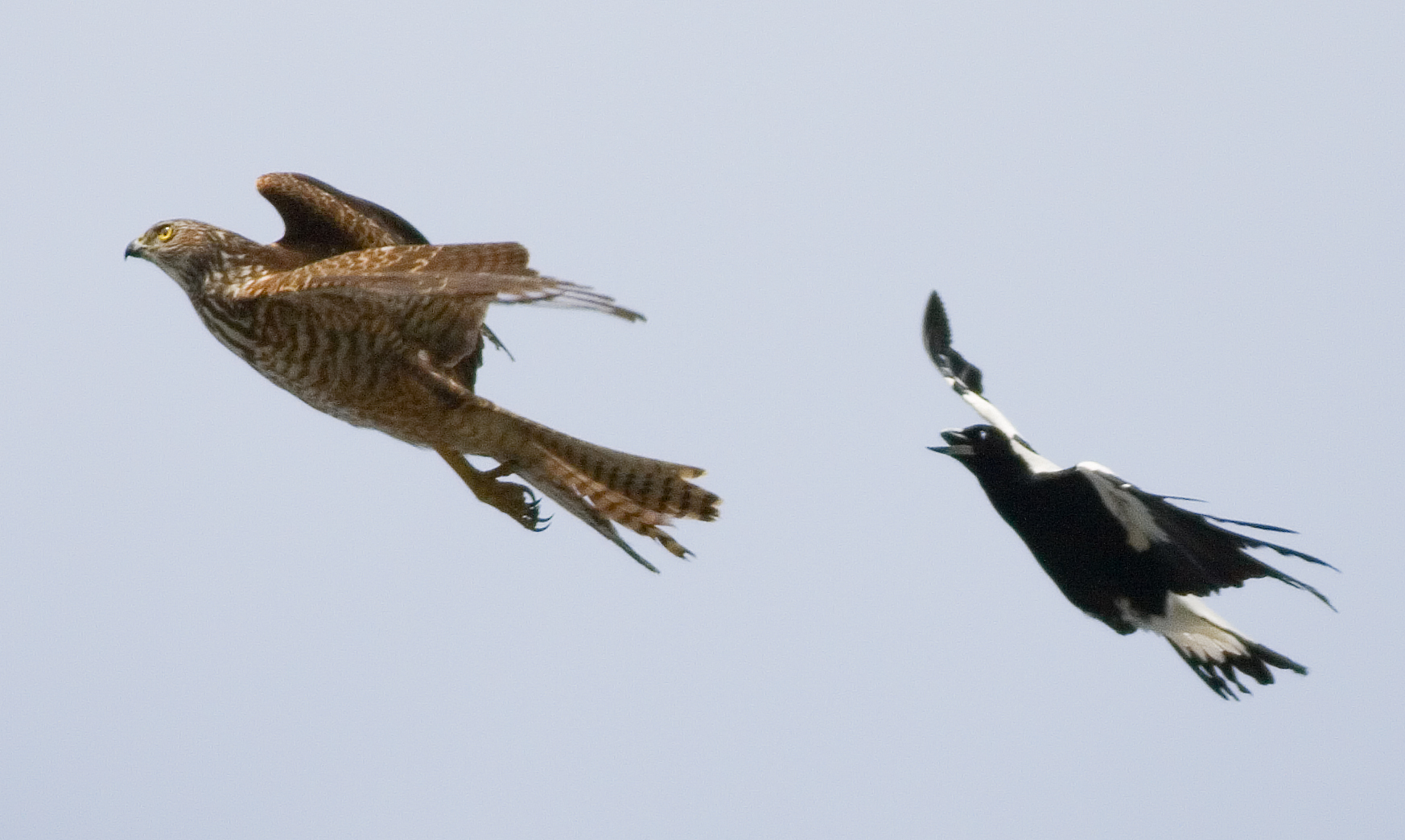
갈색참매를 자기 텃세권에서 쫓아내는 호주까치.

호주까치는 오스트레일리아의 거의 모든 도시 지역에 편재하고 있으며, 인간에게도 이미 익숙해져 있다. 8월 말에서 10월 초 번식기에 소수의 개체들이 인간에게 높은 공격성을 드러내는 경우가 있으며, 그러한 개체는 둥지 밑을 지나가는 인간에게 급강하를 해서 덮친다. 이런 일이 얼마나 일어나는지 추산하는 것은 어려운 일이지만, 9% 이하로 유의미하다. 사람을 덮친 개체들은 거의 모두(99%) 수컷이었다. 놈들은 둥지에서 반경 50 미터 안에 있는 보행자, 반경 100 미터 안에 있는 자전거 탑승자를 공격한다고 익히 알려져 있다. 공격은 알이 부화하면서 시작되고, 새끼가 자랄수록 공격 빈도도 높아지고 공격성도 심해진다. 그러다가 새끼가 중병아리가 되어 둥지를 떠나면 차츰 잦아든다.
호주까치의 공격은 끔찍한 사고로 이어질 수 있다. 예컨대 2021년에는 브리스번에서 한 여성이 호주까치의 공격을 피하다 넘어져 자기 아기를 밟아죽인 일이 있었다.  발톱과 부리로 눈을 공격당하면 실명할 수도 있다.
호주까치들은 급강하해서 덮치기 전에 침입자에게 여러 단계의 경고행동을 전달한다. 최초의 위협은 경고성 울음소리와 수 미터 안에서 날아다니며 근처를 횃대삼아 앉는 원거리 급강하이다. 그 다음 단계는 근거리 급강하로, 바로 뒤나 옆에서 급강하를 하고 부리를 딱딱거리는 소리를 확실히 들을 수 있다. 심하면 얼굴, 목, 귀, 눈을 쪼거나 물기도 한다. 보다 드문 것으로는 침입자(대개 자전거 탄 사람)에게 급전직하하여 그 머리를 자기 가슴으로 들이받는 일이 있다. 그 외에 사람의 앞 지면에 착륙한 뒤 피해자의 가슴으로 뛰어들어 얼굴과 눈을 쪼는 일도 드물게 일어난다.

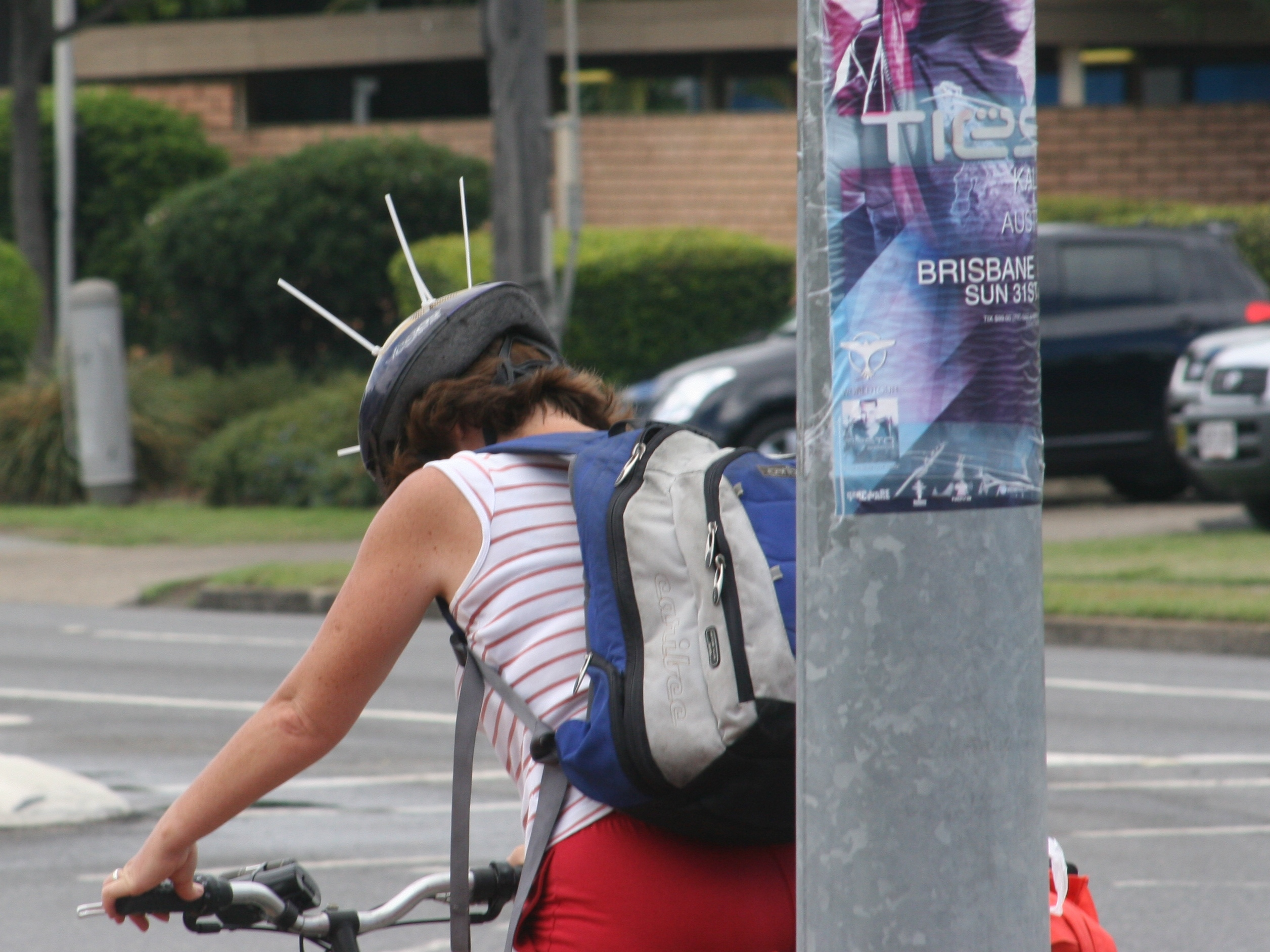
호주까치를 피하기 위해 가시 돋친 헬멧을 쓴 사이클리스트.

호주까치의 공격은 부상, 특히 두경부 외상을 일으킬 수 있으며, 자전거를 타는 와중에 덮쳐졌을 경우 자전거의 중심을 잃고 이것이 또 이차적인 부상의 원인이 될 수 있다.
호주까치의 둥지 근처를 지나갈 수밖에 없다면, 외인부대모처럼 챙이 늘어뜨려진 모자를 쓰거나 우산을 쓰는 것이 새의 공격을 방해하는 데 도움이 된다. 하지만 비니나 자전거 헬멧은 새가 얼굴 옆부분이나 목을 공격할 수 있기 때문에 큰 도움이 되지 못한다.
호주까치는 피해자의 머리 뒤를 덮치는 것을 선호한다. 때문에 호주까치를 시야 안에 계속 두고 있으면 놈의 공격의사를 단념시킬 수 있다. 뒤통수에 선글라스를 낀다던지 하는 방식으로 시선 방향을 속이는 것도 방법이다. 눈 모양이 그려진 모자나 헬멧은 보행자에게는 도움이 될 수 있지만 자전거 승용자에게는 별 도움이 되지 못한다.

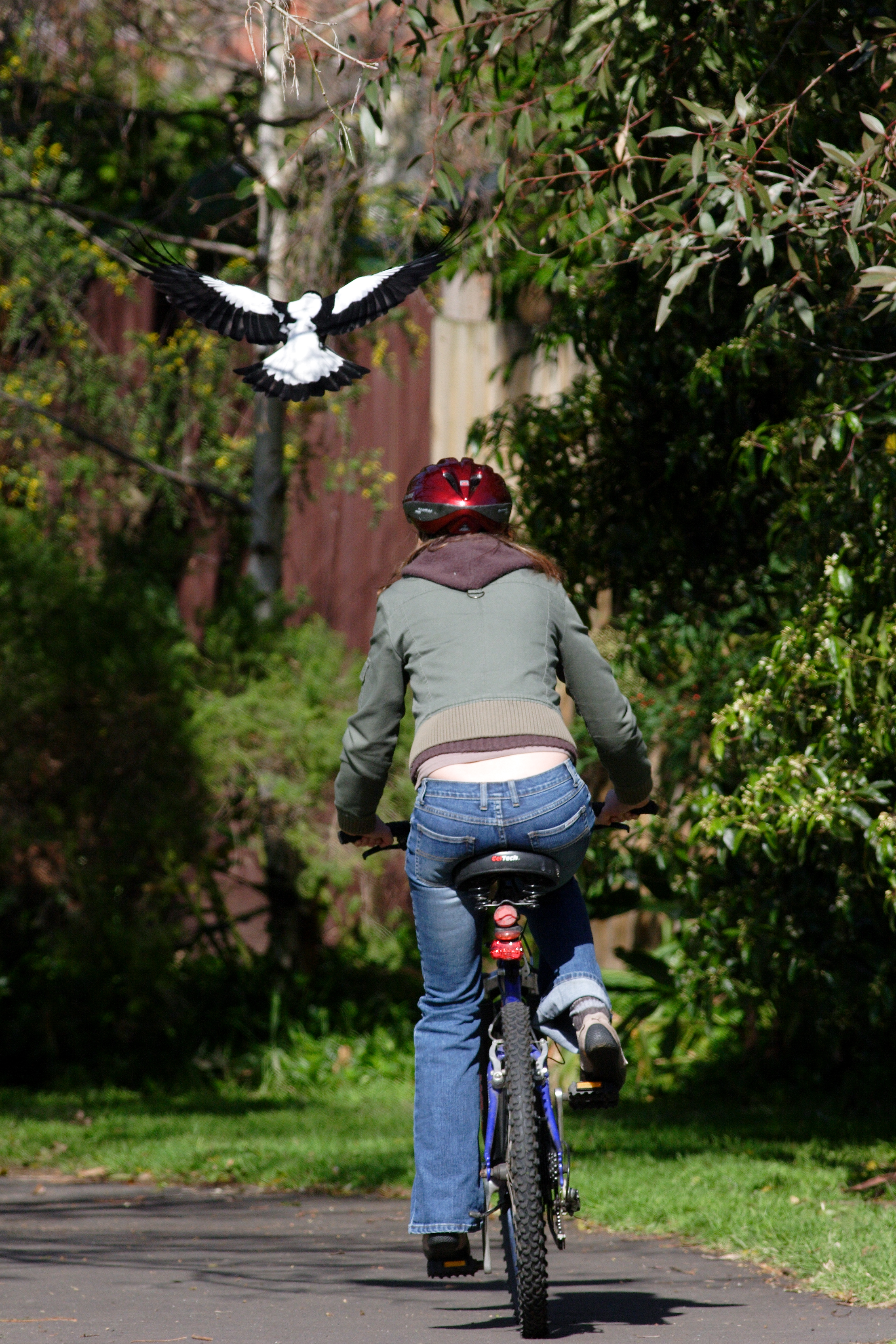
호주까치에게 쫓기는 사이클리스트.

자전거 승용자의 경우 자전거에 깃발 달린 긴 장대를 부착하는 것이 효과적인 예방책이 될 수 있으며, 헬멧에 케이블타이를 붙이는 것도 흔한 방법이며 꽤 효과적이다.
호주까치는 오스트레일리아 법으로 보호받는 고유종이므로 죽이거나 해코지하는 것은 불법이다. 그러나 일부 주에서는 호주까치가 사람을 공격했을 경우, 그 새가 유독 공격적이라고 판단되면 죽일 수도 있는 법(예컨대 사우스오스트레일리아 국립공원 및 야생동물 조례 54항)도 있다. 다만 아예 죽이기보다는 포획한 뒤 사람이 안 사는 지역에 풀어주는 것이 보다 흔하게 이루어지는 구제 방법이다. 호주까치는 귀소본능이 있기 때문에, 내다 버릴 때는 자기 둥지를 찾을 수 있는 최대 거리인 25 킬로미터 밖까지 가서 방생해야 한다. 둥지를 헐어 버리는 것은 새로 둥지를 만들고 다시 새끼를 치면 되기 때문에 무용하며, 둥지가 헐린 뒤에는 공격성이 더욱 심화될 수 있다.
호주까치에게 직접 밥을 주면 공격을 피할 수 있다는 속설이 있다. 호주까치가 야생동물이긴 하지만 인간과 쉽게 친숙해질 수 있음은 사실이다. 사람에게 밥을 얻어먹으면 나중에 또 밥을 거저먹으려고 같은 장소로 돌아온다. 그래서 새에게 이 사람은 덜 위험하다는 인식을 전할 수 있다는 것이 이 아이디어의 골자이다. 이 속설이 엄밀하게 연구된 바는 없지만, 개인적으로 시도하여 성공했다는 사례들은 존재한다.

### 대중문화
호주까치는 오스트레일리아 원주민 민담에 자주 등장한다. 오스트레일리아 서북부 필바라의 인지바른디족은 이 새를 일출의 신호로 사용했으며, 울음소리로 잠을 깼다. 땅 위에서 많은 시간을 보내는 새라는 점도 친숙한 요소이며, "부른두드"(Burndud)라는 노래를 비롯한 노래 및 관습에 종종 등장한다. 호주까치는 시드니 남부 일라와라 지역 원주민들의 토템이기도 하다.
1901년 사우스오스트레일리아 주지사 할람 테니슨은 흰등호주까치를 주정부 공식 엠블렘으로 채택했고, 1904년 이후 호주까치는 사우스오스트레일리아 주기 도안에 올라와 있다. 호주까치는 오스트레일리아의 스포츠 팀들의 상징으로도 잘 사용되는데, 놈들의 건방지고 거만한 성격이 오스트레일리아 정신과 비슷한 데가 있다고 여겨진다. 호주까치를 상징으로 사용하는 스포츠팀은 흑백 줄무늬 유니폼을 착용하는 경향이 있다. FC 콜링우드는 1892년 사우스오스트레일리아 원정 대표팀에서 까치 상징을 채용했다. 포트아델라이드 맥파이스도 유사하게 1902년부터 흑백 상징색과 "맥파이스(= 까치)"라는 이름을 사용한다. 그 외에는 브리즈번의 사우스로건 맥파이스, 시드니의 웨스턴서브어브스 맥파이스가 있다. 때때로 누가 까치 상징을 가장 먼저 사용했느냐를 두고 논쟁이 벌어지곤 한다. 한편 태즈메이니아의 FC 글레노르키는 클레어먼트 맥파이스와 같은 리그에 배치된 뒤 상징이 겹친다는 이유로 유니폼 디자인을 바꿔야 했다.
뉴질랜드에서는 네이피어의 호크스베이 럭비 유니온이 까치 상징을 사용한다. 호주까치의 울음소리를 흉내낸 “Quardle oodle ardle wardle doodle”라는 후렴구가 있는 데니스 글로버의 〈까치〉는 뉴질랜드 시문학사에서 가장 유명한 작품 중 하나이다. 또 뉴질랜드에서 인기 있는 만화인 《풋롯 플래츠》(Footrot Flats)에도 "퓨(Pew)"라는 이름의 까치 캐릭터가 등장한다.

## 참고 문헌
- Higgins, Peter Jeffrey; Peter, John M.; Cowling, S. J.  (eds.) (2006). Handbook of Australian, New Zealand and Antarctic Birds. Vol. 7: Boatbill to Starlings. Melbourne, Victoria: Oxford University Press. ISBN 978-0-19-553996-7.
- Jones, Darryl (2002). Magpie Alert: Learning to Live with a Wild Neighbour. Randwick, New South Wales: University of New South Wales Press. ISBN 0-86840-668-6.
- Kaplan, Gisela (2004). Australian Magpie: Biology and Behaviour of an Unusual Songbird. Melbourne, Victoria: CSIRO Publishing. ISBN 0-643-09068-1.